# Florentino Luís
Florentino Luís (Lissabon, 19 augustus 1999) is een Portugees voetballer van Angolese afkomst die doorgaans speelt als defensieve middenvelder. Hij werd in februari 2019 opgenomen in het eerste elftal van Benfica.

## Clubcarrière
Louís speelde onder meer bij Tercena (futsal), en Real SC vooraleer hij in 2010 de overstap maakte naar de jeugdopleiding van Benfica. Vanaf februari 2019 maakte hij deel uit van de eerste ploeg. Op 10 februari maakte hij zijn debuut in de Primeira Liga. In de met 10–0 gewonnen wedstrijd tegen CD Nacional kwam hij 28 minuten voor tijd Andreas Samaris vervangen. Op 17 maart 2019 wist hij zijn eerste competitiedoelpunt te scoren tegen Moreirense FC. Dertien minuten voor tijd kwam hij Gabriel Appelt Pires vervangen en scoorde zeven minuten voor tijd de 0–4 eindstand na eerdere doelpunten van João Félix, Andreas Samaris en Rafa Silva. Hij maakte zijn Europees debuut in de Europa League op 14 februari 2019 in de uitwedstrijd tegen Galatasaray SK. Hij speelde de volledige wedstrijd en hielp op die manier mee aan de 1–2 overwinning. Hij werd in september 2020 verhuurd aan AS Monaco.

## Clubstatistieken
| Seizoen     | Club         | Competitie      | Competitie | Competitie | Competitie | Beker | Beker | Beker | Internationaal | Internationaal | Internationaal | Totaal | Totaal | Totaal |
| Seizoen     | Club         | Competitie      | Wed.       | Dlp.       | Ass.       | Wed.  | Dlp.  | Ass.  | Wed.           | Dlp.           | Ass.           | Wed.   | Dlp.   | Ass.   |
| ----------- | ------------ | --------------- | ---------- | ---------- | ---------- | ----- | ----- | ----- | -------------- | -------------- | -------------- | ------ | ------ | ------ |
| 2016/17     | SL Benfica B | Liga Portugal 2 | 18         | 0          | 0          | —     | —     | —     | —              | —              | —              | 18     | 0      | 0      |
| 2017/18     | SL Benfica B | Liga Portugal 2 | 30         | 0          | 1          | —     | —     | —     | —              | —              | —              | 30     | 0      | 1      |
| 2018/19     | SL Benfica B | Liga Portugal 2 | 21         | 1          | 1          | —     | —     | —     | —              | —              | —              | 21     | 1      | 1      |
| Club Totaal | Club Totaal  | Club Totaal     | 69         | 1          | 2          | 0     | 0     | 0     | 0              | 0              | 0              | 69     | 1      | 2      |
| 2018/19     | SL Benfica   | Primeira Liga   | 11         | 1          | 0          | 0     | 0     | 0     | 3              | 0              | 0              | 14     | 1      | 0      |
| 2019/20     | SL Benfica   | Primeira Liga   | 10         | 0          | 1          | 5     | 0     | 0     | 3              | 0              | 0              | 18     | 0      | 1      |
| Club Totaal | Club Totaal  | Club Totaal     | 21         | 1          | 1          | 5     | 0     | 0     | 6              | 0              | 0              | 32     | 1      | 1      |
| 2020/21     | → AS Monaco  | Ligue 1         | 9          | 0          | 0          | 2     | 0     | 0     | —              | —              | —              | 11     | 0      | 0      |
| Club Totaal | Club Totaal  | Club Totaal     | 9          | 0          | 0          | 2     | 0     | 0     | 0              | 0              | 0              | 11     | 0      | 0      |
| 2021/22     | → Getafe CF  | La Liga         | 22         | 0          | 1          | 2     | 0     | 1     | —              | —              | —              | 24     | 0      | 2      |
| Club Totaal | Club Totaal  | Club Totaal     | 22         | 0          | 1          | 2     | 0     | 1     | 0              | 0              | 0              | 24     | 0      | 2      |
| 2022/23     | SL Benfica   | Primeira Liga   | 23         | 0          | 3          | 7     | 0     | 0     | 11             | 0              | 0              | 41     | 0      | 3      |
| Club Totaal | Club Totaal  | Club Totaal     | 44         | 1          | 4          | 12    | 0     | 0     | 17             | 0              | 0              | 73     | 1      | 4      |
| TOTAAL      | TOTAAL       | TOTAAL          | 144        | 2          | 7          | 16    | 0     | 1     | 17             | 0              | 0              | 177    | 2      | 8      |

Bijgewerkt op 11 januari 2020.

## Interlandcarrière
Luís doorliep verschillende nationale jeugdploegen. Hij was basisspeler in het Portugal –17 dat het EK –17 van 2016 won en maakte datzelfde jaar deel uit van het Portugal –19 dat de finale haalde van het EK –19 van 2017. Hij was basisspeler van het Portugal –19 dat twee jaar later het EK –19 van 2018 won. Luís behoorde daarnaast tot de selectie van Portugal –20 op zowel het WK –20 van 2017 als het WK –20 van 2019.

## Erelijst
| Competitie                    | Aantal  | Jaren   |         |         |
| Benfica                       | Benfica | Benfica | Benfica | Benfica |
| ----------------------------- | ------- | ------- | ------- | ------- |
| Kampioen Primeira Liga        | 1x      | 2018/19 |         |         |
| Supertaça Cândido de Oliveira | 1x      | 2019    |         |         |
| Portugal –17                  |         |         |         |         |
| Europees kampioen –17         | 1x      | 2016    |         |         |
| Portugal –19                  |         |         |         |         |
| Europees kampioen –19         | 1x      | 2018    |         |         |